# Torre de Beyaert

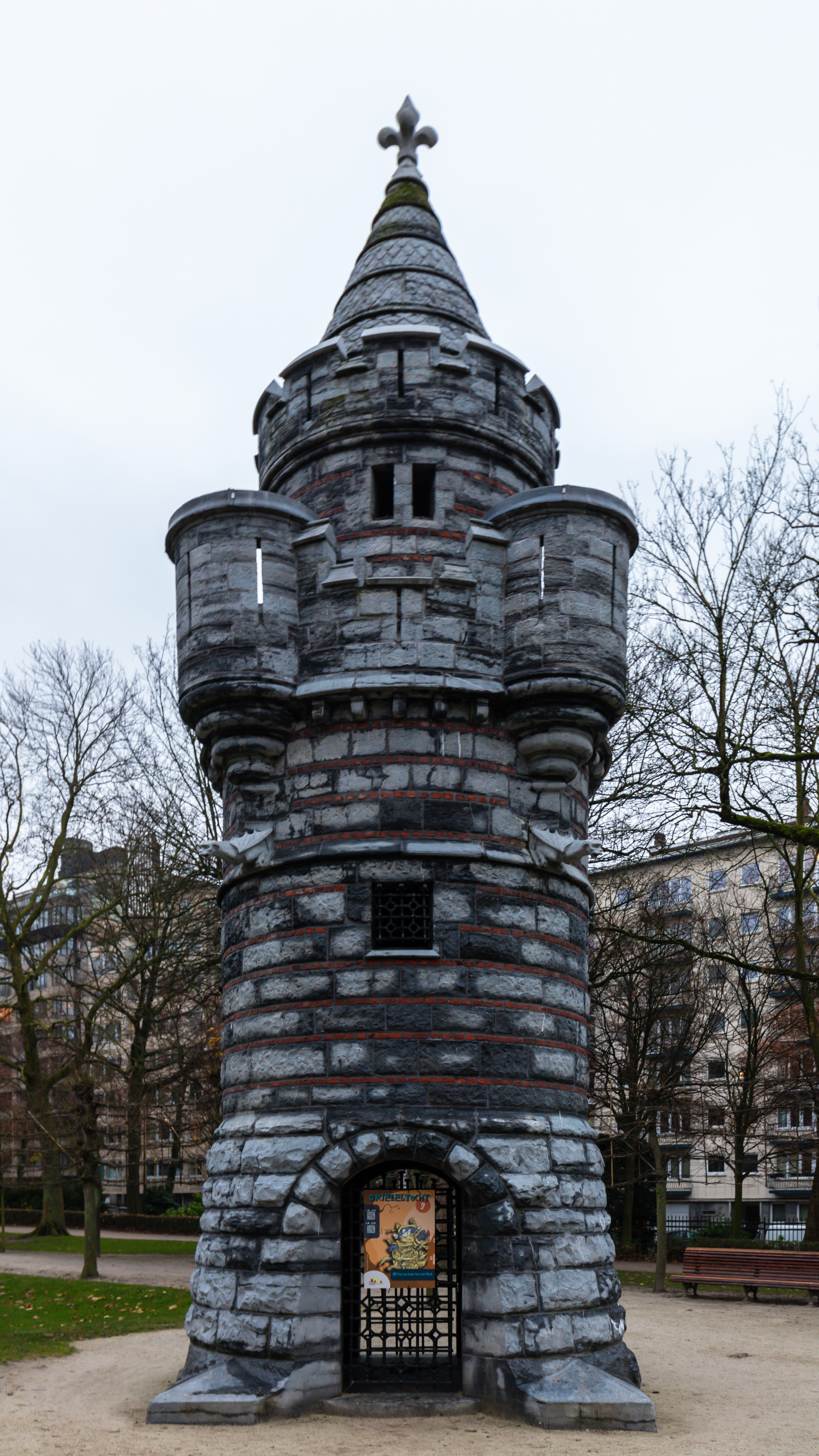
Torre de Beyaert.

La Torre de Beyaert, o Torre de Tournai (en francés: Tour de Beyaert, o Tour de Tournai) es una estructura situada en el parque del Cincuentenario en Bruselas, capital de Bélgica.
La torre fue construida para la Exposición Nacional con motivo del cincuentenario de la independencia de Bélgica en 1880. El arquitecto fue Henri Beyaert, conocido entre otras cosas como el arquitecto de la sede del Banco Nacional de Bélgica.
Es una pequeña torre de estilo medieval. El propósito de la estructura era mostrar la aplicación de la piedra de Tournai durante la exposición. El conjunto está realizado en piedra de Tournai y revestido con imitación pizarra. El monograma de Henri Beyaert se puede ver sobre la entrada este. La rejilla de hierro forjado se añadió en 1895. La torre tiene el estatus de monumento protegido desde 1976.